# Ifjúsági Kereszténydemokrata Szövetség
Az Ifjúsági Kereszténydemokrata Szövetség (IKSZ) a Kereszténydemokrata Néppárt (KDNP) és a Magyar Kereszténydemokrata Szövetség (MKDSZ) ifjúsági társszervezete. Az IKSZ tagjai közül 2008-tól országgyűlésbe is bekerült Rétvári Bence akkori IKSZ elnök, mivel 2008 februárjában Budapest 15. választókerületében országgyűlési képviselővé választották. 2010-ben Stágel Bence IKSZ elnök országos listáról került a Parlamentbe a köztársasági elnökké megválasztott Schmitt Pál helyére, 2018-tól pedig Nacsa Lőrinc, korábbi elnök foglal helyet az országgyűlésben.
Az IKSZ elnöke 2025 óta Halmay Gábor.

## Célkitűzései, tevékenysége
A kereszténydemokráciát, értékmegőrző világszemléletet magukénak valló, közéleti szerepre készülő fiatalok számára kíván fórumot teremteni, ezzel párhuzamosan pedig a keresztény vallási és nemzeti értékek ápolását és terjesztését tűzte ki maga elé legfőbb feladatnak. Működése során az ország – különösen az ifjúságot érintő – problémáinak feltárására, azokra gyors, pontos válaszok megfogalmazására törekszik.
Céljai eléréséhez rendszeresen szervez közéleti előadássorozatokat, indít politikai jellegű kezdeményezéseket, rendszeresen állást foglal aktuálpolitikai kérdésekben (elsősorban ifjúsági és egyházi ügyekben), részt vesz az ifjúságpolitikai párbeszédben és segít a KDNP és az MKDSZ kezdeményezéseiben, rendezvényein is.
Az IKSZ tevékenységéhez kötődik még a Morus Szent Tamás Kör, amely Dr. Rétvári Bence kezdeményezésére jött létre 2004 februárjában. A Kör a keresztény értékrendű, közéleti érdeklődésű fiatalok fórumaként működik.